# Wahlen zum Legislativrat in Kenia 1957
Die Wahlen zum Legislativrat in Kenia 1957 fanden im März 1957 in der damaligen britischen Kronkolonie Kenia statt.
Die nationalen Wahlen im Jahre 1957 waren die ersten Wahlen zum Legislativrat von Kenia mit allgemeinem Wahlrecht. In den Legislativrat wurden 14 Europäer, acht Afrikaner, sechs Inder und ein Araber gewählt.